# Jean-Louis Colliot-Thélène

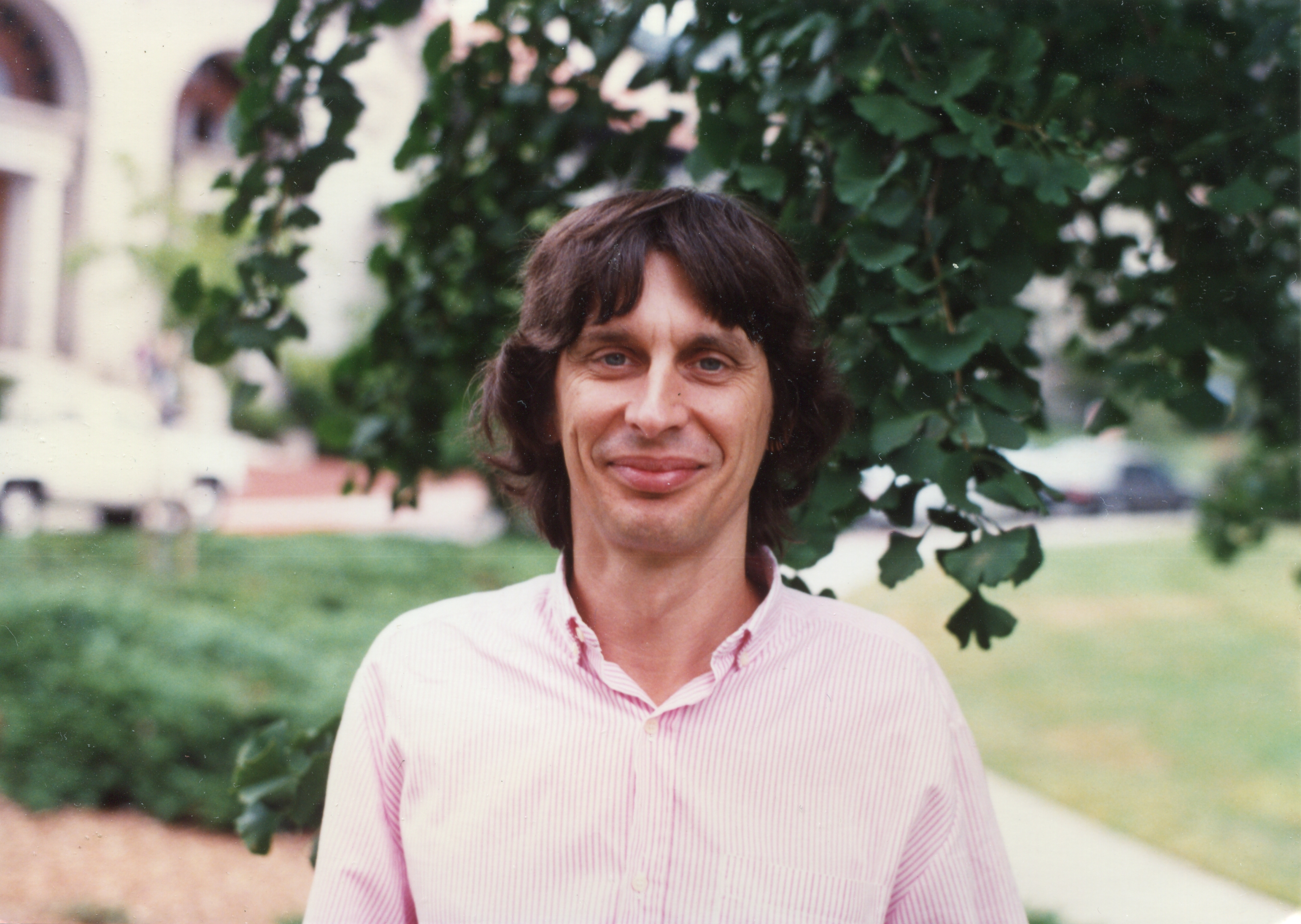
Jean-Louis Colliot-Thélène in Berkeley, 1989

Jean-Louis Colliot-Thélène (* 2. Dezember 1947 in Quimper) ist ein französischer Mathematiker, der sich mit Zahlentheorie und arithmetischer algebraischer Geometrie beschäftigt.
Colliot-Thélène studierte 1966 bis 1970 an der École normale supérieure. 1968 erhielt er sein DEA-Diplom bei Claude Chevalley und Pierre Samuel und 1969 seine Agrégation (Lehramtsexamen). 1969/70 (und 1982) war er an der University of Cambridge bei Peter Swinnerton-Dyer. In den 1970er Jahren war er Forscher am CNRS. Er wurde 1978 bei André Néron an der Universität Paris-Süd (Univ. Paris XI) in Orsay promoviert (Contributions à l’étude des points rationnels de certaines variétés algébriques). Ab 1984 war er Directeur de recherche des CNRS, angesiedelt in Orsay. 1990 war er Associate Professor an der University of California, Berkeley, und 1991 an der Harvard University. 1998 war er am Isaac Newton Institute in Cambridge und 2006 war er Clay Senior Research Fellow am Mathematical Sciences Research Institute (MSRI) der University of California, Berkeley. Er war unter anderem Gastprofessor in Moskau, Lausanne, Dortmund und mehrfach am Tata Institute of Fundamental Research in Bombay.
Colliot-Thélène befasste sich vor allem mit rationalen Punkten auf höher dimensionalen algebraischen Varietäten. Er verallgemeinerte den Satz von James Ax und Simon Kochen zu einer Vermutung, die Jan Denef bewies.
1980 erhielt er die Albert-Châtelet-Medaille und 1985 den de-Freycinet-Preis der Académie des sciences. 1986 war er Invited Speaker auf der ICM (Arithmétique des variétés rationnelles et problèmes birationnels). 1991 erhielt er den Fermat-Preis der Universität Toulouse. 2003 hielt er die Sackler Lectures in Tel Aviv. Er ist Fellow der American Mathematical Society.